# Кох, Пейке
Пейке Кох (нидерл. Pyke Koch, 15 июля 1901, Беек (Убберген) — 27 октября 1991, Утрехт) — нидерландский художник, наряду с Карелом Виллинком виднейший представитель течения магического реализма в Нидерландах.

## Биография и творчество
С 1920 по 1927 год Пейке Кох изучал право в Утрехтском университете, но не завершил обучение, предпочтя стать свободным художником. Он посещал лекции и изучал книги по технике живописи, стремясь к техническому совершенству. Впоследствии он жил в Утрехте до самой смерти. В 1927 году он выполнил свою первую картину и принял с ней участие в художественной выставке.
Кох был одной из главных фигур течения магического реализма, возникшего в Нидерландах в 1920-е годы. На него оказал сильное влияние сюрреализм, а также немецкие кинофильмы 1920-х и 1930-х годов. Во время путешествия в Италию на него произвели сильное впечатление работы как старых мастеров, Пьеро делла Франческа и Мантеньи, так и современных, Джино Северини и Джорджо де Кирико. В начале 1930-х годов он пишет в основном портреты и пейзажи, хотя на его картинах, вызывающих критику, появляются также проститутки и гости праздников.
С 1938 по 1940 год Кох путешествует по Италии, где приобретает симпатию к фашизму. О его «Автопортрете с чёрной повязкой» (1937) критика часто отзывалась как о произведении с нацистской символикой, хотя художник всегда это отрицал. В Утрехте он был членом течения Вердинасо, в 1940 году в полном составе принятого в Национал-социалистическое движение (нидерл. Nationaal-Socialistische Beweging, НСД), то есть технически он был членом нацистской партии. В январе 1941 года в составе делегации художников он совершил поездку в Берлин, где, в частности, встречался с Геббельсом. По собственному признанию художника, вернувшись, он разочаровался в национал-социализме. В апреле 1941 года он вышел из НСД. Ещё в 1942 году он продавал работы оккупационному правительству, а в 1943 году вышла серия созданных им почтовых марок, но об активной поддержке правительства не шло и речи. В последние годы оккупации Кох создавал лишь произведения небольшого размера, в основном натюрморты и картины звёздного неба. В 1949 году Кох принял участие в венецианском биеннале, но в 1950 году ему было из-за сотрудничества с оккупационным режимом запрещено выставляться в течение года. Тень сотрудничества с нацистами лежала на нём до самой смерти, и его творчество всегда воспринималось критикой с учётом этого.
После войны картины Коха становятся светлее и приобретают больше цвета. Это было ответом на сильную конкуренцию, в которой фигуративное искусство проигрывало абстрактному. Его портреты этого времени непосредственно напоминают портреты итальянского Возрождения. В 1960-е годы, начиная с портрета «Берта из Антверпена», Кох возвращается к аналогам своего раннего творчества. Аналогичную эволюцию в это же время проделал и Карел Виллинк. В 1972 году прошла большая персональная выставка художника в Городском музее Амстердама.
В 1982 году Кох завершил свою последнюю картину — «Танцовщица на проволоке III» («De koorddanser»). В последние годы перед смертью он страдал болезнью Альцгеймера.
За 55 лет творческой деятельности Пейке Кох создал 120 картин и 65 рисунков, а также небольшое количеств почтовых марок, экслибрисов, театральных декораций и других произведений.